# Selig sind die Toten

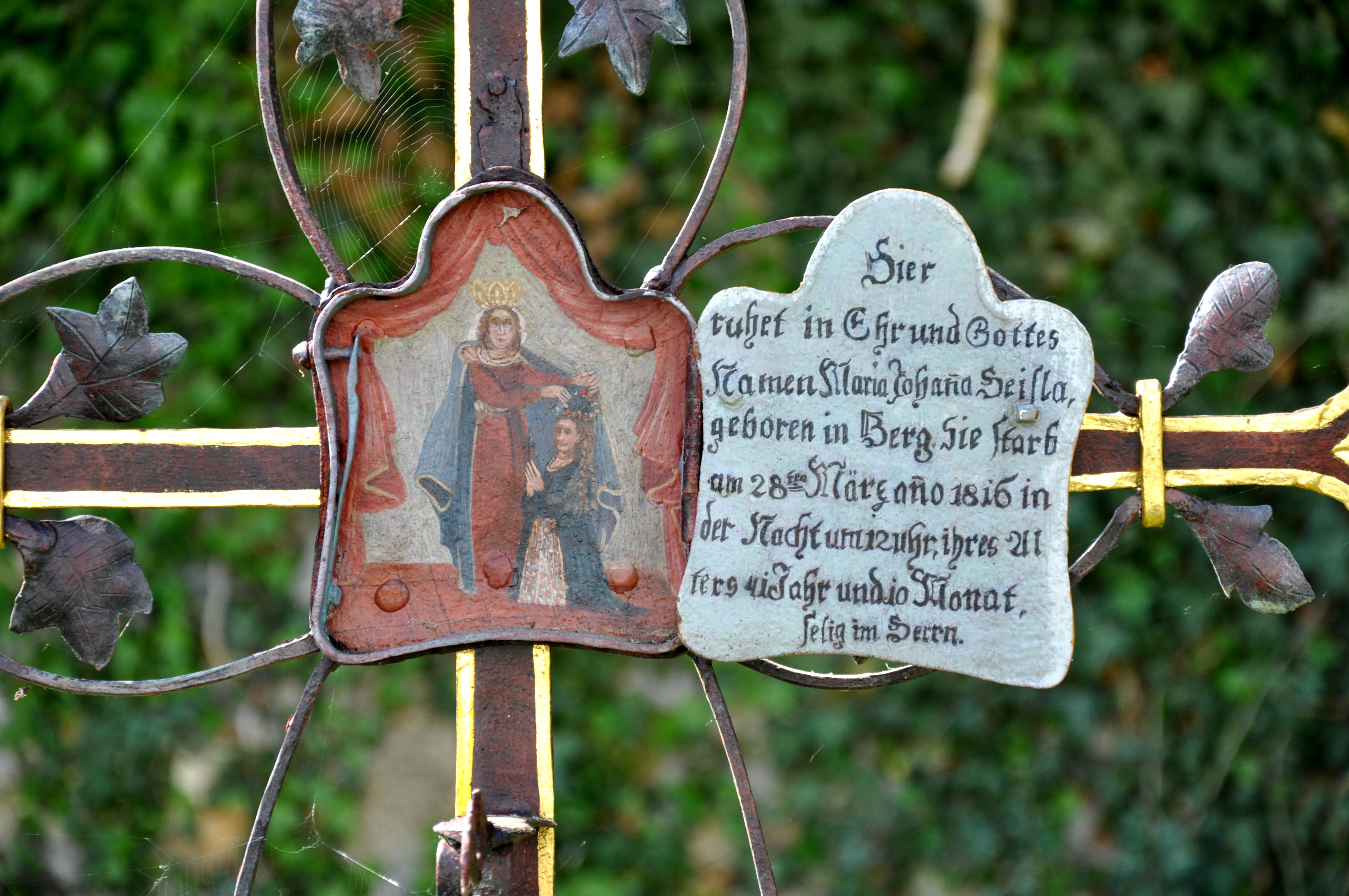

Selig sind die Toten (Zalig zijn de doden) is het incipit van een Bijbelvers dat regelmatig door Duitstalige componisten is gebruikt bij het schrijven van muziek die vooral voor begrafenissen is bedoeld.

## Tekst
De tekst is afkomstig uit de Openbaring van Johannes (14,13) en luidt, in de Duitse vertaling:
Selig sind die Toten
die in dem Herrn sterben
von nun an
Ja, der Geist spricht
Sie ruhen von ihrer Arbeit
Denn ihre Werke folgen ihnen nach
In de Nederlandse vertaling, hier geciteerd naar de Statenvertaling (ed. 1977), luidt: Zalig zijn de doden, die in den Heere sterven, van nu aan. Ja, zegt de Geest, opdat zij rusten mogen van hun arbeid, en hun werken volgen met hen.

## Composities
De tekst heeft talloze componisten geïnspireerd. Een van de bekendere, en vroegste, versies is een zesstemmig motet van Heinrich Schütz, opgenomen in diens bundel Geistliche Chormusik uit 1648. Een ruime eeuw later componeerde Georg Philipp Telemann zelfs twee verschillende versies van het stuk. Selig sind die Toten is het slotdeel van Johannes Brahms' Ein deutsches Requiem, waar het als het ware een echo vormt met het openingsdeel Selig sind, die da Leid tragen. Zij die lijden moeten worden getroost, en die troost wordt in het laatste deel concreet gemaakt: zij die sterven in de Heer zijn zalig, zij mogen uitrusten van hun werk en het eeuwig leven deelachtig zijn. De tekst komt - als recitatief - ook voor in de cantate O Ewigkeit, du Donnerwort van Johann Sebastian Bach. 